# Frunze (Pervomàiske)
|  | Per a altres significats, vegeu «Frunze». |

Frunze (en ucraïnès i en rus: Фрунзе) és un poble de la República Autònoma de Crimea a Ucraïna, que el 2014 tenia 492 habitants. Pertany al districte rural de Pervomàiske.